# Chillicothe (Ohio)
Chillicothe è una località degli Stati Uniti d'America, capoluogo della contea di Ross, nello Stato dell'Ohio.
La città è nota per essere stata la prima e terza capitale dell'Ohio.

## Storia
Il nome della città deriva dal termine Shawnee Cha-la-gaw-tha, assegnato a una delle cinque grandi tribù del popolo Shawnee, e indica l'accampamento del capo; l'attuale Chillicothe è sorta sul luogo dell'ultimo di questi accampamenti.
Gli Shawnee e i loro antenati si stanziarono sul territorio per migliaia di anni prima dell'arrivo degli europei; in concomitanza dell'insediamento degli europei in America il generale Nathaniel Massie incluse i nativi nella sua concessione terriera.
La moderna Chillicothe era il centro dell'antica cultura Hopewell, che prosperò tra il 200 e il 500 a.C.; questa cultura amerindia costruì strade che si estendevano fino alle Montagne Rocciose. oltre a tumuli di terra utilizzati come sepolcri e luoghi per officiare cerimonie religiose disseminati nelle valli dei fiumi Scioto e Ohio.
Dopo la rivoluzione americana si ebbe l'arrivo della maggior parte dei coloni europei, giunti qui dalla Virginia e dal Kentucky in cerca di terreni da coltivare.
Chillicothe fu capitale dell'Ohio dalla nascita dello stato nel 1803 fino al 1810, anno in cui la sede venne trasferita per due anni a Zanesville allo scopo di far approvare alcune leggi. Nel 1812 Chilicote tornò ad essere la capitale e lo rimase fino al 1816, anno in cui la sede fu trasferita definitivamente a Columbus.
All'inizio del 1800 Chillicothe divenne un vitale centro economico; il settore principale era costituito dall'agricoltura ma iniziarono a prosperare anche le cartiere, tra cui la Mead Corporation, una delle principali nel panorama nazionale, fondata nel 1890 da Daniel Mead.
Nel 1831 la costruzione dell'Ohio and Erie Canal consentì un ulteriore sviluppo dell'economia, ulteriormente sostenuto dalla connessione alla rete ferroviari avvenuta nel 1852, quando la Marietta and Cincinnati Railroad attraversò la città. Benché la ferrovia continuasse ad espandersi, collegandosi anche alle compagnie di Cincinnati, Washington, Baltimore Railroad e alla Baltimore and Ohio Railroad Company, l'attività del trasporto fluviale, normalmente più costosa di quella su rotaia non subì le perdite cui si assisteva solitamente in altre aree del paese; in ossequio a questa situazione di pacifica convivenza l'attività del canale continuò fino al 1907, anno in cui fu necessario sospenderne l'utilizzo a causa dei danni subiti durante un'alluvione.
La popolazione crebbe improvvisamente quando, nel 1917, il governo degli Stati Uniti approvò la costruzione, nell'area periferica della città, di un campo di addestramento che chiamò Camp Sherman; ad oggi il campo non esiste più, l'area è ancora di proprietà del governo che vi ha stabilito un centro medico per la Veterans Administration e alcune prigioni.
Nel racconto breve È stato ucciso un poliziotto, Rex Stout indica Chillicothe come città natia di Archie Goodwin.

## Monumenti e luoghi d'interesse
I principali monumenti e luoghi di interesse di Chillicothe sono:
- Saint Mary's Church, edificio in mattoni, sede della parrocchia cittadina;
- Yoctangee Park (1875), posto nei pressi del distretto storico, include alcune statue e fontane ed è attrezzato con aree pic-nic
- Adena Mansion (1807), villa con giardini fatta realizzare da Thomas Worthington (6º governatore dell'Ohio), la città di Adena deve il suo nome a questa tenuta[4]
- Hopewell Culture National Historic Park (1923), parco nazionale dedicato alla cultura Hopewell, sono ivi conservati resti preistorici collegati alle cerimonie della cultura Hopewell tra cui alcuni tumuli e una serie di oggetti artigianali originali.[5]

## Società

### Evoluzione demografica
L'ultimo censimento, svolto nel 2020 ha rilevato una popolazione di 22 059 abitanti
Abitanti censiti

### Etnie e minoranze straniere
I 21 901 abitanti censiti nel 2010 erano così suddivisi:
- 18 637 (86%) bianchi
- 1 539 (7%) afroamericani
- 1 079 (5%) meticci
- 283 (1,3%) ispanici
- 52 (0,2) asiatici[7]

### Qualità della vita
Il 1º novembre 2021 la città è stata insignita del titolo di "Miglior città dell'Ohio 2021/22" dalla rivista Ohio Magazine.

## Cultura

### Istruzione
Le principali istituzioni scolastiche presenti sul territorio sono:
- Chillicothe Cyty Schools. sei istituti pubblici distribuiti sul territorio
- Pickaway-Ross Career & Technology Center, istituto privato
- Bishop Flaget School, istituto privato
- Ross County Christian Academy, istituto privato
- Ohio Chillicothe, campus universitario[9]

## Economia
Le principali fonti di impiego sono nel settore dei servizi alla persona in cui trova lavoro il 19,4% della popolazione, in quello della vendita al dettaglio che assorbe il 14,6% del lavoratori in quello manifatturiero che impiega il 13,9% degli abitanti e in quello turistico con l'11,5% di tasso di impiego, la disoccupazione si attesta, invece al 4,1% contro il 6% della media nazionale.
Nell'area sorgono diverse imprese manifatturiere operanti nel settore metalmeccanico e cartario e elettronico oltre a centri medici e di servizi socioassistenziali.

## Infrastrutture e trasporti
La città è collegata alle autostrade US 23, US 35 e US 50; la rete ferroviaria è composta da CSX, Norfolk Southern che tramite il Heartland Corridor collega l'area al porto della Virginia all'interporto di Rickenbacker, e la Ohio South Central Railroad che è dedicata ai collegamenti su brevi distanze; i collegamenti aerei, invece si basano sull'aeroporto Shoemaker.

## Amministrazione[13]
| Periodo   | Periodo   | Primo cittadino      | Carica  | Note |
| --------- | --------- | -------------------- | ------- | ---- |
| 1901      | 1902      | Wallace D. Yaple     | Sindaco |      |
| 1948      | 1953      | Richard B. Middleton | Sindaco |      |
| 1954      | 1955      | Burton Stevenson     | Sindaco |      |
| 1967      | ??        | Charles H. Fair      | Sindaco |      |
| 3/11/2015 | in carica | Luke Feeny           | Sindaco |      |

### Gemellaggi[14]
Azov
 Córdoba